# Leon Zygmunt Usarek

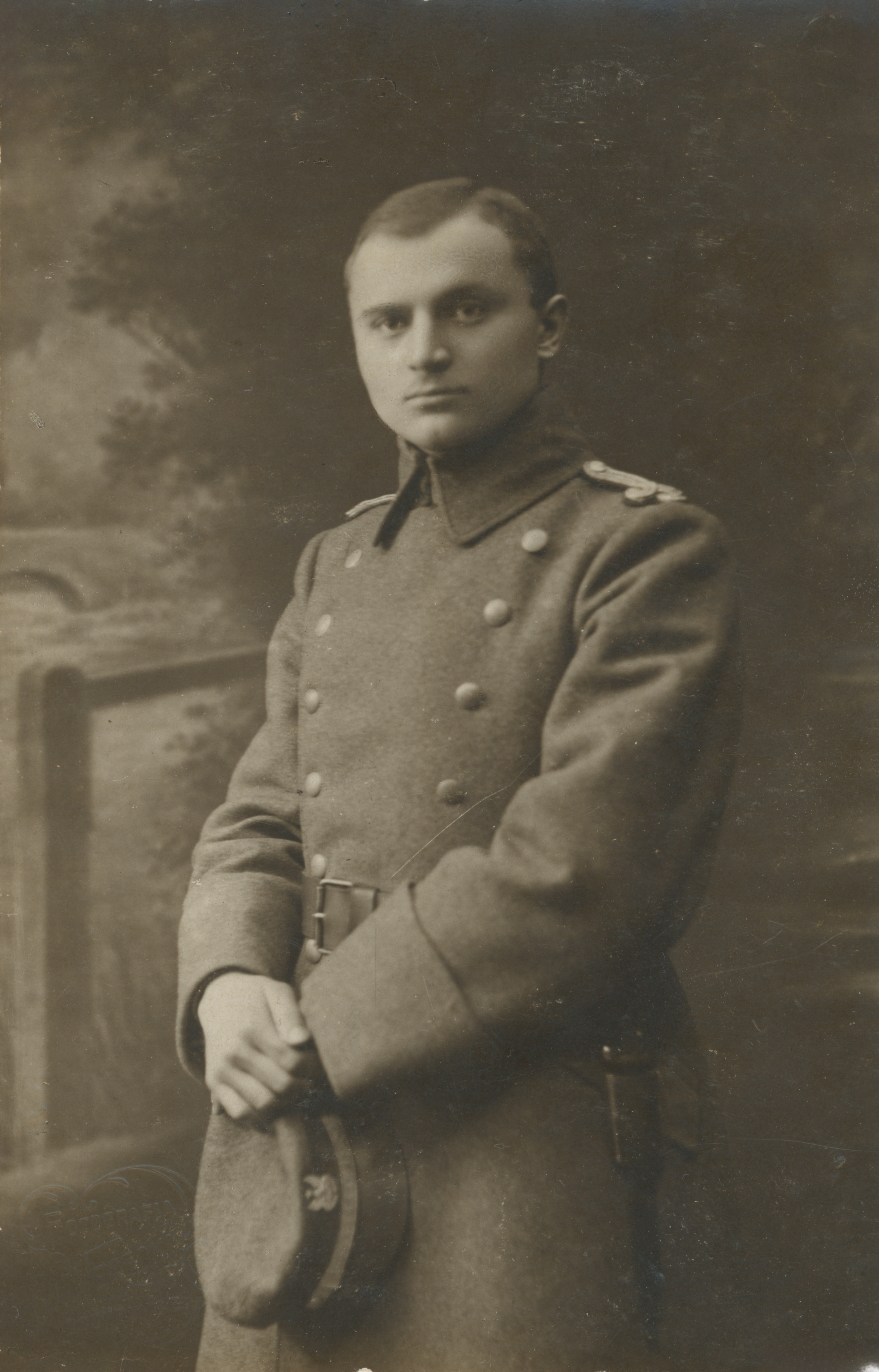
Leon Zygmunt Usarek w mundurze (1919)

Leon Zygmunt Usarek (ur. 11 kwietnia 1895 w Sosnowcu, zm. 11 stycznia 1964 w Warszawie) – nauczyciel i dyrektor VIII Państwowego Gimnazjum i Liceum im. Władysława IV.

## Biografia
Syn Antoniny Fabiańskiej (1876–1954) i Franciszka (1866–1944), stolarza, który pracował w zakładach kolejowych. Pochodził z rodziny wielodzietnej, poza nim było jeszcze pięcioro dzieci. W roku 1913 ukończył siedmioklasową Szkołę Handlową Zgromadzenia Kupców w Będzinie, ze wszystkich przedmiotów otrzymując oceny celujące. W roku 1915 wstąpił w Sosnowcu do tajnego Związku Strzeleckiego. 11 listopada 1918 roku brał udział w rozbrajaniu Niemców. Tego samego dnia zgłosił się do Wojska Polskiego (do 11 pułku piechoty), otrzymał stopień podchorążego i został mianowany komendantem odcinka Oświęcim, w akcji dywersyjno-plebiscytowej na Górnym Śląsku. Brał udział w trzech powstaniach śląskich. W grudniu 1920 r., ze względu na chorobę płuc, został przeniesiony do rezerwy jako podchorąży. W rezerwie mianowany na stopień podporucznika.                                         
W 1921 r. rozpoczął studia na Uniwersytecie Warszawskim, na Wydziale Filozoficznym (kierunek – historia). Nadal zarabiał korepetycjami, jednocześnie pracując dorywczo jako nauczyciel historii w prywatnym gimnazjum im. Edwarda Rontalera, a od 16 września 1923 r. w Państwowym Gimnazjum Męskim im. Władysława IV, z którym związał swój los do końca życia. Dyplom ukończenia studiów otrzymał w 1926 r. Tytuł doktora filozofii oraz dyplom nauczyciela historii i nauki obywatelskiej w szkołach średnich i seminariach nauczycielskich, uzyskał przed Państwową Komisją Egzaminacyjną 1 czerwca 1928 r. na podstawie pracy Andrzej Zamojski i jego stosunek do założenia stronnictwa białych w r. 1861. Promotorem dysertacji był profesor Marceli Handelsman.  W latach 1936–1938, kiedy dyrektorem VIII Państwowego Gimnazjum i Liceum im. Króla Władysława IV był Aleksander Tomaszewski, Leon Zygmunt Usarek, ucząc historii pełni również obowiązki zastępcy dyrektora.                                                                                                                          
16 września 1938 przerywał swoją pracę w Gimnazjum im. Władysława IV, ponieważ został mianowany p.o. dyrektora w nowo utworzonym XVII Państwowym Gimnazjum Rozwojowym przy ul. Polnej 46a (byłe prywatne gimnazjum męskie im. Rontalera), gdzie podjął prace organizacyjne przed następnym rokiem szkolnym, który miał się rozpocząć 1 września 1939 r. Funkcję tę pełnił do 15 kwietnia 1940 r.
23 sierpnia 1939 r. został zmobilizowany jako podporucznik rezerwy bez funkcji i udał do Dęblina. Jego jednostka została przemieszczona na wschód, gdzie po 17 września ulega rozwiązaniu.
Po powrocie do Warszawy, od października 1939 r. przystąpił do intensywnego remontu szkoły na ul. Polnej, poważnie uszkodzonej w czasie wrześniowych działań wojennych. W krótkim czasie, przy pomocy rodziców uczniów doprowadza ją do rozpoczęcia zajęć. 10 Listopada 1939 r. w ramach masowych aresztowań przedstawicieli polskiej inteligencji, został w czasie porannego apelu szkolnego aresztowany przez Gestapo jako zakładnik i osadzony na Pawiaku. Większość zakładników została zwolniona w 11 kwietnia 1940 r., Leon Zygmunt Usarek wraz z profesorem Kasprzykiem i Maciejewskim oraz kilku innymi profesorami – 5 kwietnia 1940 r. 
Niemal natychmiast po zwolnieniu z Pawiaka, Leon Zygmunt Usarek przystąpił do aktywnego organizowania tajnych kompletów i 15 maja obejmuje kierownictwo tajnego Gimnazjum i Liceum im. Władysława IV. Sieć tajnych kompletów objęła wkrótce  całą Pragę – od dalekiego Grochowa, aż po Nowe Bródno i krańce Pelcowizny. Tajne nauczanie było prowadzone do 14 września 1944 r., do momentu zajęcia Pragi przez Armię Czerwoną.  
Od połowy października 1943 r. rodzina Usarków ukrywała w swoim mieszkaniu przy ul. Siedleckiej 29 m. 3 żonę ich przyjaciela, profesora Oskara Bartla – Żydówkę, panią Zofię Bartel, posługującą się fałszywymi papierami na nazwisko Jadwigi Idzikowskiej. 
11 kwietnia 1944 roku, cała rodzina Usarków została aresztowana w związku z tzw. „sprawą Ziutka” Józefa Szczepańskiego. 24 maja 1944 r. wysłano Leona Zygmunta Usarka do obozu  koncentracyjnego Stutthof. Po kilku miesiącach przeniesiony został do Hagerwelle Pölitz.
1 maja 1945 r., gdy uchodząc przed Armią Czerwoną, Niemcy ewakuowali obóz i pędzili piechotą więźniów na zachód w „marszu śmierci”,  udało mu się zbiec z kolumny ewakuacyjnej i 25 maja 1945 r. wrócić do Warszawy.
1 czerwca 1945 r. L.Z. Usarek ponownie objął z rąk Franciszka Sparrowa stanowisko dyrektora VIII Państwowego Gimnazjum i Liceum im. Władysława IV, który pod jego nieobecność sprawował funkcję dyrektora. Funkcję tę pełnił do grudnia 1948, gdy został natychmiastowo zwolniony na podstawie pomówienia. Od 1 lutego 1949 r. pracował jako szeregowy nauczyciel w IX Państwowym Liceum Ogólnokształcącym dla Pracujących im. Ignacego Daszyńskiego.
Od 1 września 1951 r. do końca życia L.Z. Usarek pozostał nauczycielem w IV Liceum Ogólnokształcącym dla Pracujących przy ulicy Kowelskiej 1, gdzie podjął pracę na własną prośbę, po przeniesieniu szkoły im. Ignacego Daszyńskiego do lewobrzeżnej Warszawy. 

## Rodzina
Żonaty ze Stefanią Sukniewicz, miał z nią córkę Krystynę.

## Odznaczenia
- Krzyż Kawalerski Orderu Odrodzenia Polski „Polonia Restituta” – 1958
- Krzyż Niepodległości[7][8]
- Śląska Wstęga Waleczności i Zasługi
- Srebrny Medal za Długoletnią Służbę – 1939
- Złota Odznaka ZNP – 1957